# Чанбайшан
Чанбайшан (Чанпексан) (на китайски: 長白山地, на корейски: 장백산맥) е обширно вулканско плато, разположено на територията на Китай (северната и западната му част) и Северна Корея (югоизточната му част), съставна и най-висока част на Манджурско-Корейските планини. Средна височина 1000 – 2000 m, а най-високият връх се намира в изгасналия вулкан Байтоушан (Пектусан) (2744 m) (по други данни 2750 m), най-високият в Северна Корея. В калдерата на вулкана е разположено езерото Тянчи (Чхонджи), от което на север изтича река Сунгари. Склоновете на платото са дълбоко разчленени от долините на най-горните течения на реките Амнокан, Туманган, сунгари и притокът ѝ Мандзян и техните притоци. Покрито е с гъсти иглолистни гори и участъци, заети от кедров клек.